# 4359 Берладже
4359 Берладже (4359 Berlage) — астероїд головного поясу, відкритий 28 вересня 1935 року.
Тіссеранів параметр щодо Юпітера — 3,685.